# 13658 Sylvester
13658 Sylvester è un asteroide della fascia principale. Scoperto nel 1997, presenta un'orbita caratterizzata da un semiasse maggiore pari a 2,1778560 UA e da un'eccentricità di 0,1592736, inclinata di 3,91762° rispetto all'eclittica.
L'asteroide è dedicato al matematico britannico James Joseph Sylvester.